# Chitarero
Els chitarero foren un poble indígena de parla txibtxa que vivia als Andes del nord-est de Colòmbia i el nord-oest de Veneçuela. Van ser responsables de la mort del "conquistador" alemany Ambrosius Ehinger el 1533 mitjançant fletxes enverinades.
En el moment de la conquesta espanyola de les Nacions Txibtxa, el seu territori anava des de l'actual Táchira (Veneçuela) fins al nord-oest i el sud del departament del Norte de Santander i el nord-est del Departament de Santander (Colòmbia). El riu Chicamocha formava un límit sud, el Valegra al sud-oest i el Surata al sud-est. Un dels seus assentaments es va convertir en la ciutat colombiana de Chinácota; eren coneguts principalment a la zona de Pamplona (Colòmbia). A la refundació de Pamplona el 1549 es deia que hi havia 200.000 a la zona.
Els espanyols els van anomenar "chitareros", a causa del costum general que els homes havien de portar penjat de la cintura un "calabazo" o "totumo" amb vi de blat de moro o chicha com l'anomenaven els espanyols. Preguntant com es deia el que portaven, els indígenes van respondre que es tractava d'un "chitarero".
Comerciaven amb altres pobles de la regió, inclosos els muisques, guane i lache.